# Frank Essed Gebouw
Het Dr. Ir. Frank Essed Gebouw, ook wel het Regeringsgebouw genoemd, is een overheidsgebouw aan de Dr. Sophie Redmondstraat in Paramaribo, Suriname. Het complex werd rond het begin van de jaren 1960 gebouwd.
Het metalen kunstwerk op de voorgevel van het gebouw beeldt de dynamische ontwikkeling van Suriname uit en werd ontworpen door Hans Lie.

## Inpandig
Begin 21e eeuw is hier onder meer het Kabinet van de Vicepresident gevestigd. Vanwege de voorzittersrol van de vicepresident worden hier ook de vergaderingen gehouden van de Raad van Ministers. Verschillende andere overheidsinstanties met hun vestiging hier zijn de Stichting Planbureau Suriname, de Competitiveness Unit Suriname en voorheen het toenmalige ministerie van Planning en Ontwikkelingssamenwerking (1991-2010).

## Renovatie vanaf november 2022
Na de contractondertekening met de architecten op 4 november 2022 gaf vicepresident Ronnie Brunswijk het startsein voor de renovatie van het gebouw, door middel van een ceremoniële slaande beweging op een bouwsteen. Het gebouw was toen zo'n zestig jaar oud en kende gebreken als lekkage, houtrot en verouderde installaties, en daarmee ook een verhoogd brandgevaar.

## Naamgever

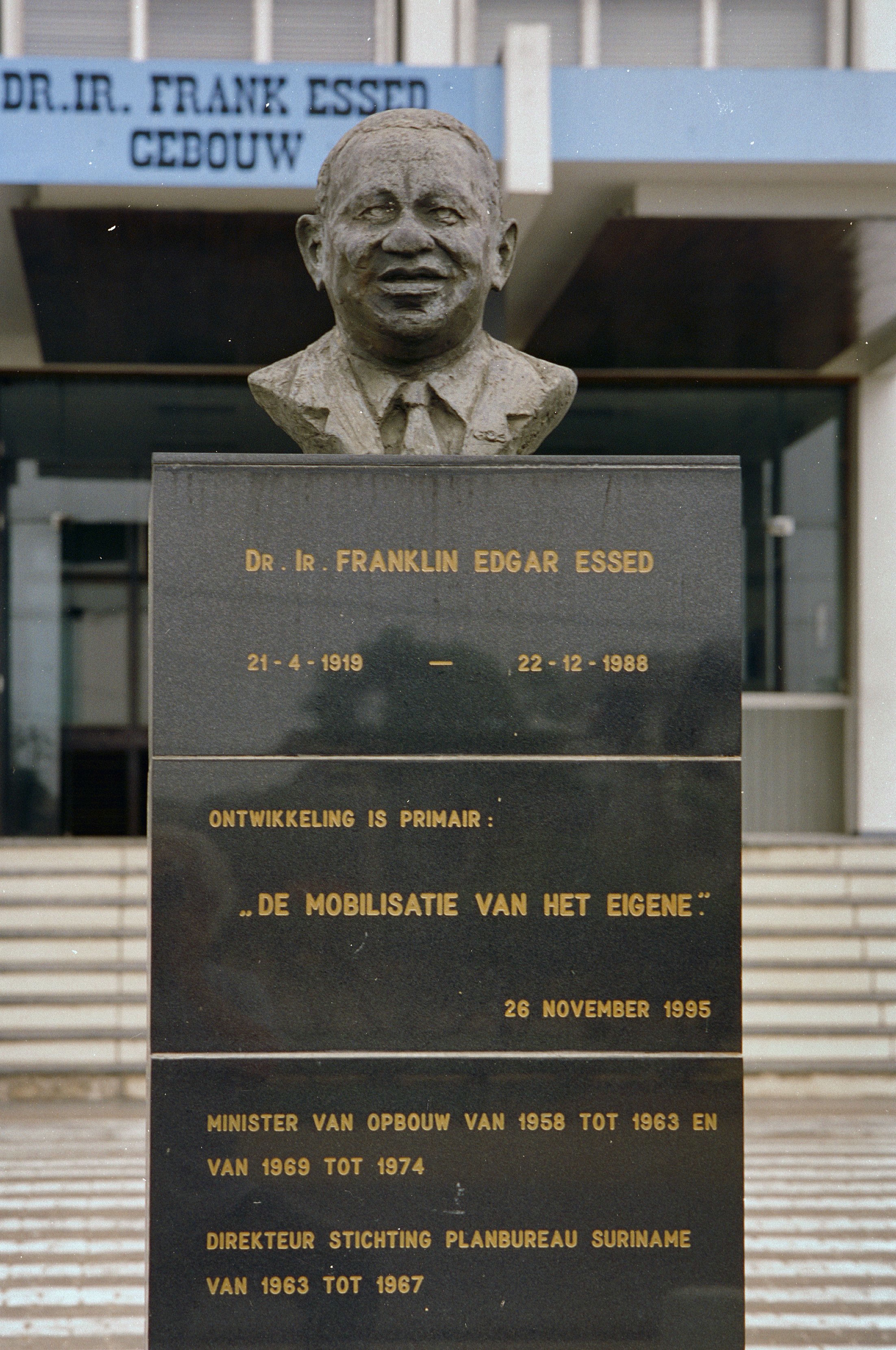
Borstbeeld van Frank Essed voor het gebouw

Het gebouw is vernoemd naar de minister van Opbouw en bouwkundige Frank Essed (1919-1988).